# Lozanella permollis
Lozanella permollis är en hampväxtart som beskrevs av Ellsworth Paine Killip och Morton. Lozanella permollis ingår i släktet Lozanella och familjen hampväxter. Inga underarter finns listade i Catalogue of Life.